# 374
El 374 (CCCLXXIV) fou un any comú començat en dimecres del calendari julià.

## Esdeveniments
- Els quades travessen el Danubi i comencen a saquejar Pannònia.[1]

## Necrològiques
- Macrià, rei dels alamans.[2]